# Weintrauboa insularis
Espèce
Synonymes
- Lepthyphantes insularis Saito, 1935

Weintrauboa insularis est une espèce d'araignées aranéomorphes de la famille des Linyphiidae.

## Distribution
Cette espèce se rencontre au Japon et en Russie à Sakhaline,.

## Description
La femelle holotype mesure 7,0 mm.

## Systématique et taxinomie
Cette espèce a été décrite sous le protonyme Lepthyphantes insularis par Saito en 1935. Elle est placée dans le genre Labulla par en Marusik, Eskov, Logunov et Basarukin en 1993 puis dans le genre Weintrauboa par Hormiga en 2008.

## Publication originale
- Saito, 1935 : « Further notes on spiders from southern Saghalin, with descriptions of three new species. » Annotationes zoologicae Japonenses, vol. 15, p. 58-61.